# Katastrofa lotu SCAT Airlines 760
Katastrofa lotu SCAT Airlines 760 wydarzyła się 29 stycznia 2013 roku w Ałmaty, położonym w południowo-wschodniej części Kazachstanu. W wyniku katastrofy samolotu Bombardier CRJ-200 należącego do linii lotniczych SCAT Airlines śmierć poniosło 21 osób (16 pasażerów i 5 członków załogi) – wszyscy na pokładzie. Początkowo media mówiły o 20 ofiarach (15 pasażerach i 5 członkach załogi).

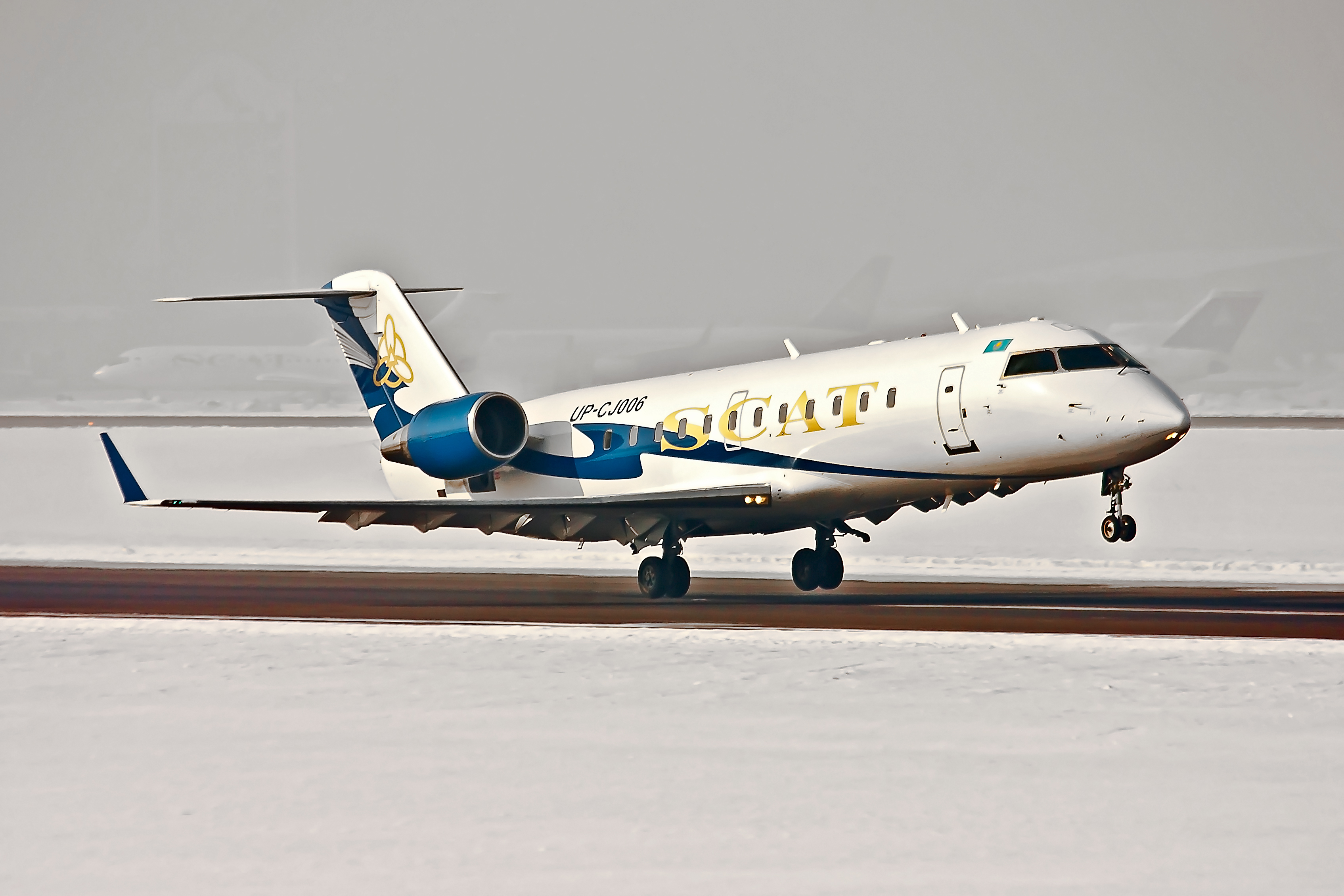
Bombardier CRJ-200, który uległ katastrofie (nr rej. UP-CJ006). Zdjęcie wykonano na lotnisku w Ałmaty, trzy tygodnie przed katastrofą.

Wyprodukowany w 2000 roku Bombardier CRJ-200 wykonywał lot z miasta Kokczetaw, położonego na północy Kazachstanu do Ałmaty. Feralnego dnia, kapitanem samolotu był Władimir Jewdokimow, a drugim pilotem Aleksandr Szarapow. Samolot był w trakcie podchodzenia do lądowania, gdy o godzinie 13:13, nagle runął na ziemię. Katastrofa miała miejsce 5 kilometrów od końca pasa startowego lotniska w Ałmaty. Żadna z osób przebywających na pokładzie nie przeżyła katastrofy.
Według wstępnych ustaleń najbardziej prawdopodobną przyczyną katastrofy były złe warunki atmosferyczne. W momencie tragedii nad regionem panowała gęsta mgła.
Prezydent Kazachstanu, Nursułtan Nazarbajew, z powodu katastrofy ogłosił 31 stycznia 2013 roku dniem żałoby narodowej.
Była to druga katastrofa lotnicza, do której doszło w przeciągu miesiąca w Kazachstanie. 25 grudnia 2012 roku w Szymkencie doszło do katastrofy samolotu wojskowego, w której zginęło 27 osób - wszyscy na pokładzie.
Każda z rodzin ofiar otrzymała odszkodowanie w wysokości 26 800 dolarów.

## Narodowości pasażerów i załogi
| Kraj       | Pasażerowie | Załoga | Razem |
| ---------- | ----------- | ------ | ----- |
| Kazachstan | 15          | 5      | 20    |
| Kirgistan  | 1           | -      | 1     |
| Razem      | 16          | 5      | 21    |

- Źródło:[9].